# Chaetocanthus insuetus
Chaetocanthus insuetus är en skalbaggsart som beskrevs av Louis Albert Péringuey 1901. Chaetocanthus insuetus ingår i släktet Chaetocanthus och familjen Ochodaeidae. Inga underarter finns listade i Catalogue of Life.